# Vapaus

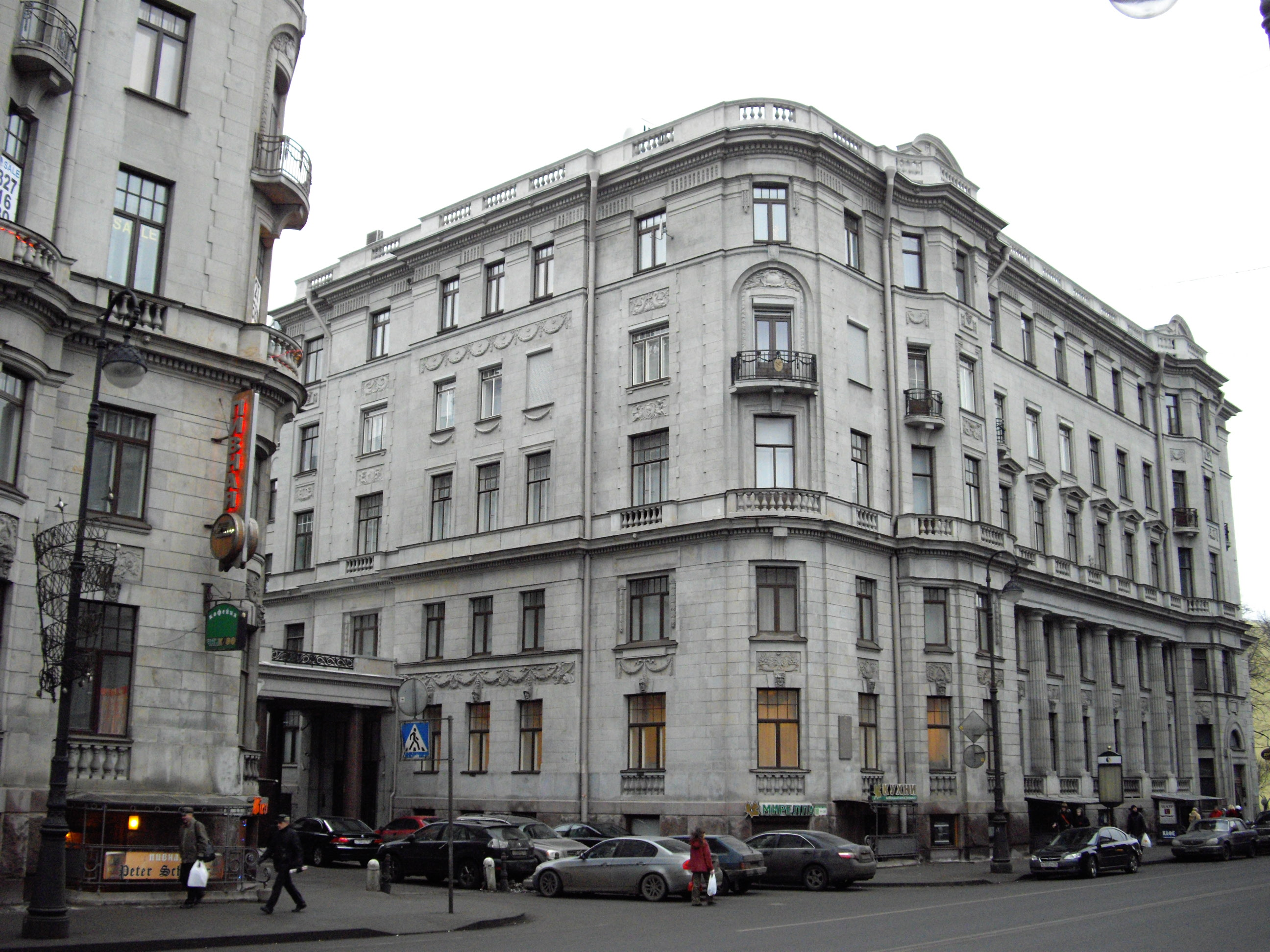

Vapaus (jusqu’en 1927 écrit Wapaus, en finnois « Liberté ») est un journal en finnois publié à Leningrad de 1918 à 1937.